# انیاکی الائورتوا
انیاکی الائورتوا (انگلیسی: Iñaki Olaortua؛ زادهٔ ۳ اوت ۱۹۹۳) بازیکن فوتبال اهل اسپانیا است.
از باشگاه‌هایی که در آن بازی کرده‌است می‌توان به باشگاه فوتبال راسینگ سانتاندر و باشگاه فوتبال رئال ساراگوسا اشاره کرد.